# Castelo de Spesbourg

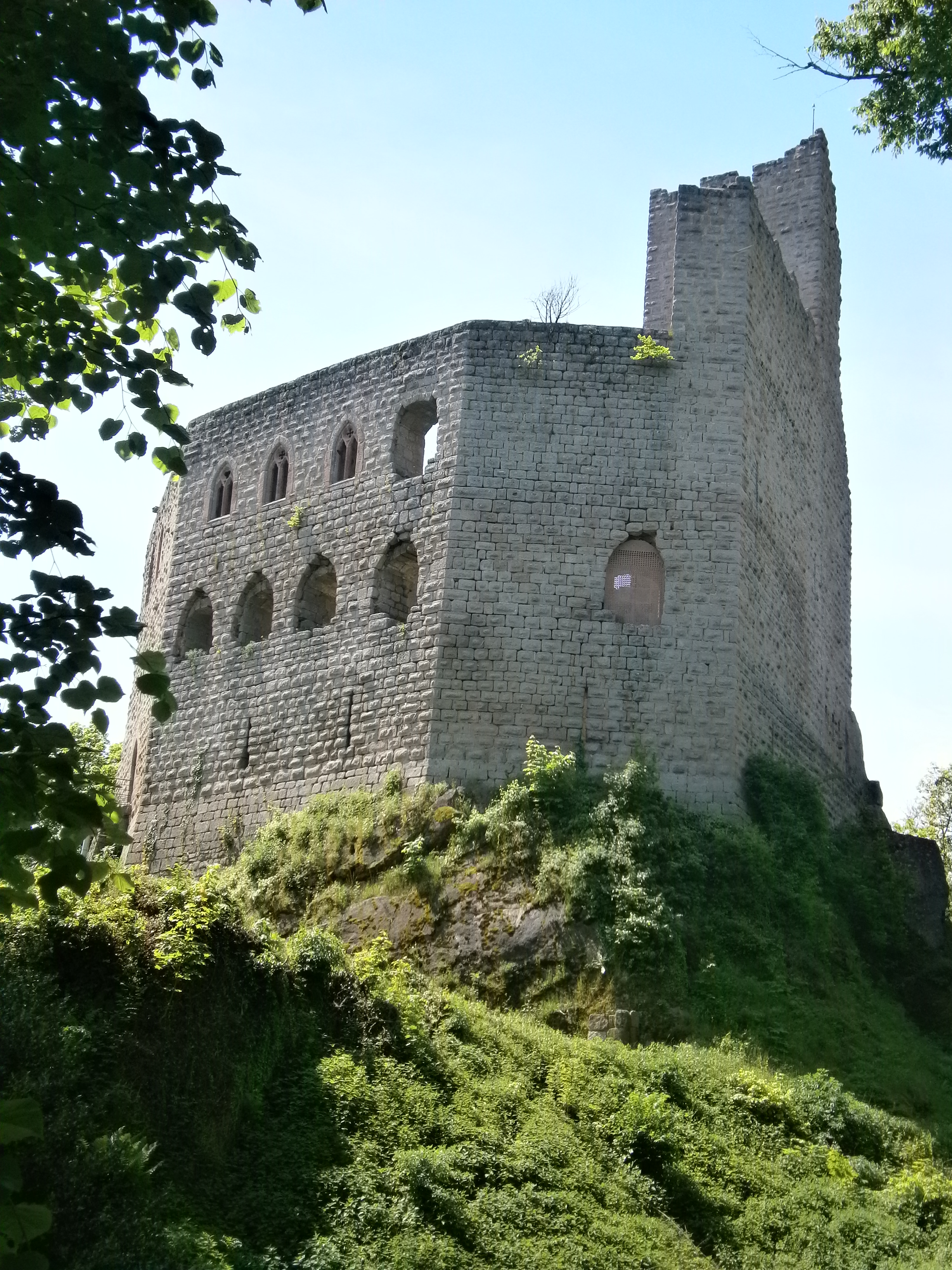
O Château de Spesbourg

O Château de Spesbourg é um castelo em ruínas que domina o vale acima da vila de Andlau, no departamento de Bas-Rhin, na França.
O castelo foi construído entre 1246 e 1250 por Alexandre de Stahleck-Dicka, da Abadia de Andlau e Vogt. Em 1386, tornou-se propriedade da família von Andlau. No século 16, os moradores locais irados atearam fogo no castelo depois de um dos senhores seduzir uma garota da aldeia.
O castelo caiu em ruínas após a Guerra dos Trinta Anos.
Em 1967, foi inscrito no Inventário Nacional de Edifícios Históricos do Ministério da Cultura da França.